# Norton Commando
La Norton Commando fue una motocicleta británica fabricada por Norton-Villiers, equipada con un motor OHV de dos cilindros en línea, originalmente producida por la compañía Norton desde 1967 hasta 1977. Inicialmente tenía una cilindrada de 750 cc (en realidad 745 cc), aunque en 1973 se convirtió en un motor de 850 cc (en realidad 828 cc). Tenía cámaras de combustión hemisféricas, similares a las de todos los motores OHV de Norton desde principios de la década de 1920.
Durante sus diez años de producción, la Commando fue popular en todo el mundo. En el Reino Unido ganó el premio Máquina del año de la revista Motor Cycle News durante cinco años consecutivos, desde 1968 hasta 1972. Dado que su motor era un antiguo diseño sin la caja de cambios integrada, incluso el presidente de Norton, Dennis Poore, expresó su sorpresa ante el notable éxito de la Commando.

## Antecedentes
Los orígenes de la Norton Commando se remontan a finales de la década de 1940, cuando Bert Hopwood diseñó la motocicleta  Norton Model 7, una bicilíndrica de 497 cc. El diseño de dos cilindros paralelos evolucionó a 600 cc, luego a 650 cc en las Manxman y en las Dominator, hasta que fue reemplazado por la unidad de 750 cc de la Norton Atlas antes de ser lanzado como propulsor de la Commando 750 cc en 1967.
Además de tener un bastidor radicalmente nuevo, el motor de la Commando (que se montó verticalmente en modelos anteriores) estaba inclinado hacia adelante. Esta modificación resultó relativamente sencilla, ya que el motor era del tipo denominado en inglés "pre-unit", es decir, la caja de cambios no estaba integrada con el cárter. El cambio produjo tres claros beneficios: (i) el centro de masas se desplazó más adelante; (ii) permitió disponer de más espacio detrás de los carburadores para la toma de aire; y (iii) le dio un atractivo aspecto a la motocicleta.

### Sistema aislante de las vibraciones
La parte más revolucionaria de la Commando, en comparación con los modelos anteriores de Norton, fue el galardonado bastidor Norton Isolastic desarrollado por un exingeniero de Rolls-Royce, el Dr. Stefan Bauer. En su opinión, el diseño clásico de Norton (denominado bastidor Featherbed; "colchón de plumas" en inglés, por la suavidad de su marcha) iba en contra de todos los principios de ingeniería, por lo que diseñó su bastidor alrededor de un solo tubo superior de 2,25 plg (57,2 milímetros) de diámetro.
Bauer intentó liberar a la Commando de los problemas clásicos de vibración de los motores bicilíndricos paralelos, que habían aumentado considerablemente a medida que la cilindrada creció progresivamente desde el diseño de 500 cc ideado por Edward Turner en 1938 para la Triumph Speed Twin. De acuerdo con Bernard Hooper, ingeniero jefe de Norton-Villiers, y con su asistente Bob Trigg, decidió que el motor, la caja de cambios y el conjunto del brazo oscilante debían estar atornillados entre sí y aislados del bastidor mediante montantes especiales de goma.
Esto eliminó los acentuados problemas de vibración que eran evidentes en otros modelos de la firma, ya que aislaba eficientemente al motorista del motor. El sistema antivibración se denominó Silentblock, y en la patente Hooper figura como el inventor principal.
Aunque el sistema Isolastic reducía las vibraciones, conservar en el nivel correcto el grado de movilidad de los montantes elásticos del motor era crucial para mantener su correcto funcionamiento. Demasiada rigidez suponía la vuelta de las vibraciones; demasiada flexibilidad implicaba unas características de conducción muy pobres.

## Modelos

### Mk1 750 cc

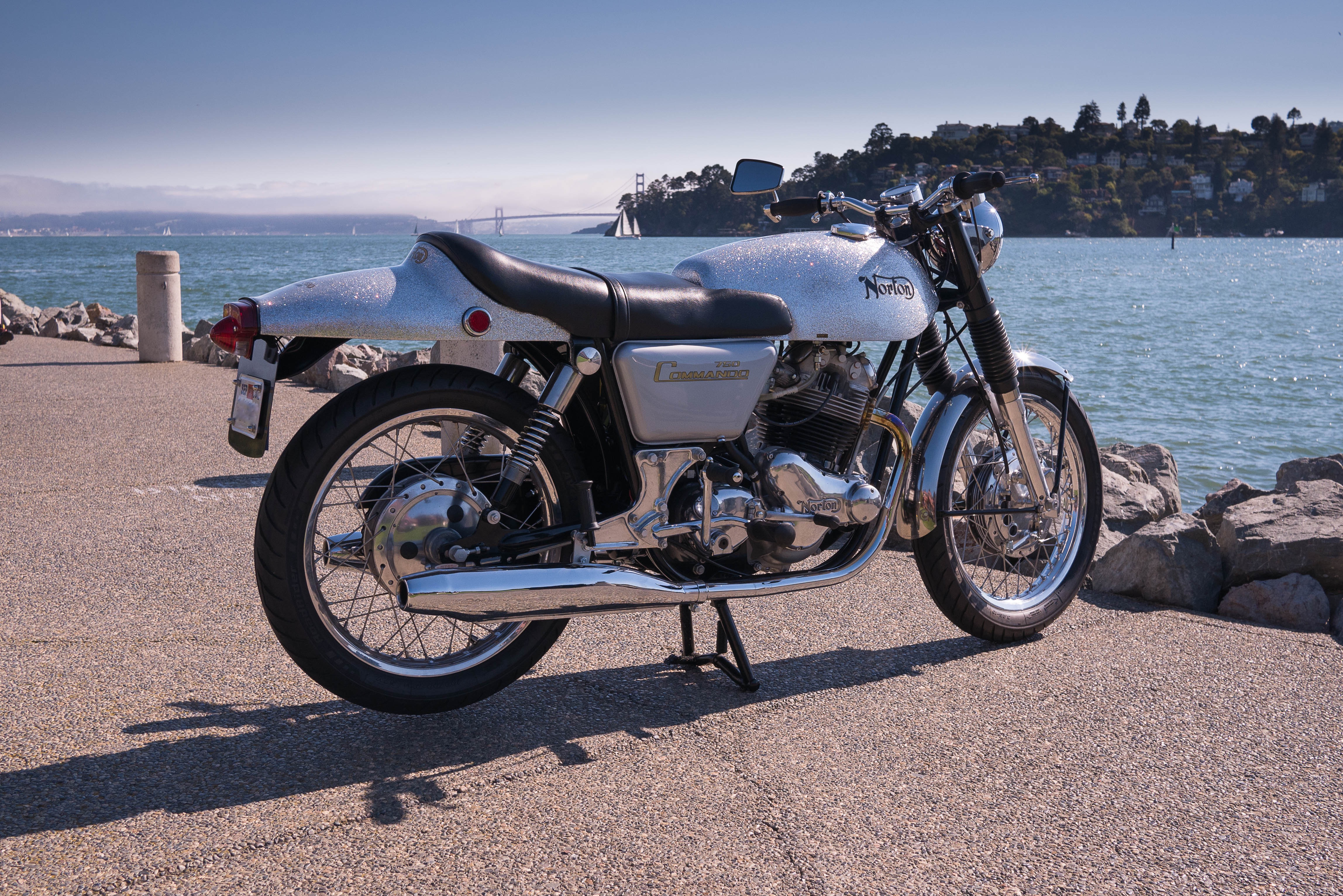
Norton Commando 750 Fastback (1969)

La Norton Commando se presentó en 1967 en el Salón de Earls Court. Las primeras máquinas de producción terminadas en abril de 1968 tuvieron problemas con los bastidores, que se resolvieron con la introducción de un diseño mejorado en enero de 1969.
Hubo muchos otros problemas de diseño que se abordaron gradualmente con el paso de los años, aunque algunos persistieron hasta el final. Los embragues iniciales no podían manejar el par del motor, y dos pequeños pasadores internos se desprendían, lo que provocaba un grave patinado del embrague (que luego se resolvió). El soporte lateral tendía a romperse, especialmente si el propietario insistía en arrancar la moto con el citado soporte puesto, produciendo un agujero en el bastidor debajo del motor, mientras que el soporte central era demasiado corto para proporcionar un buen apoyo a la motocicleta. No era infrecuente arrastralo por el pavimento, y tendía a partirse por la mitad (ambos elementos se mejoraron más adelante). El sistema de montantes de goma del motor, que aislaba al motorista de las vibraciones muy bien, tenía el inconveniente de la excesiva oscilación del propulsor al ralentí.
El tubo de suministro de aceite del brazo oscilante era de acero y se fracturaba por efecto de las vibraciones (luego se mejoró). El cabezal de la dirección también mostraba síntomas de fatiga mecánica y se fracturaba por vibración (posteriormente mejorado). Los carburadores Amal tenían fugas de gasolina en la aguja del flotador debido a la vibración, lo que provocaba rebosamiento del combustible y su incendio, problema agravado por tener los puntos de ignición ubicados debajo del carburador (reubicados después del primer año). Así mismo, los carburadores se desgastaban prematuramente por efecto de las vibraciones (problema persistente).
Los cojinetes principales eran al principio de dos tipos, de bolas y de rodillos. En 1972, ambos rodamientos se convirtieron en rodillos, y la caja del cárter se rigidizó. Estos rodamientos de rodillos principales, ahora más rígidos, se desgastaban a altas revoluciones, lo que provocaba el fallo del rodamiento principal (resuelto utilizando el rodamiento "Superblend" de fabricación alemana, después de la debacle del motor modelo "Combat"). Las palomillas de aluminio roscadas que fijaban el asiento se aflojaban, dejándolo suelto (problema nunca resuelto). El montaje de la protección de la cadena tendía a romperse (posteriormente mejorado).
Las tuercas del colector del tubo de escape fueron problemáticas hasta el final. Se aflojaban por la vibración sin importar cuánto se hubieran apretado, lo que dañaba la culata del motor y producía un ruido de escape constante. Los interruptores de la luz de freno no eran fiables (se mejoró con la introducción del freno de disco delantero). Los cojinetes del cabezal de dirección eran del tipo bola y se desajustaban, dificultando el guiado de la máquina a altas velocidades (se sustituyeron por cojinetes de rodillos). Había un engrasador de la cadena que manchaba la rueda trasera de aceite, y el propietario tenía que accionarlo manualmente.
El mecanismo del velocímetro estaba conectado con la rueda trasera, con un cable largo. Este mecanismo se desgastaba muy rápidamente aunque se cambiase, lo que llevaba a que el velocímetro se quedara sin lectura (nunca se resolvió). El tacómetro sobresalía del lado derecho del motor y era vulnerable a ser golpeado o arrancado (se reubicó en la parte delantera del motor). El perno tensor de la cadena primaria tendía a aflojarse en los momentos más inoportunos. Los pernos de ajuste de la cadena trasera empujaban, en lugar de tirar, del eje trasero, y se doblaban, lo que dificultaba su giro. Tampoco hubo marcas de referencia para ajustar la posición del eje respecto al lado derecho y el izquierdo del brazo oscilante. El soporte del interruptor de encendido se rompía por la vibración (luego sería reubicado).
Al modelo original, denominado Fastback, se unió un segundo modelo "Scrambler" (todoterreno) llamado S Type, que tenía un escape elevado en el lado izquierdo y un tanque de gasolina de 2.5 galones (11 litros). Las primeras Commando montaban un freno de tambor delantero.
La producción de la máquina fue inicialmente compleja y se localizó en diferentes partes de Inglaterra, con los motores fabricados en Wolverhampton y los bastidores en Mánchester; mientras que los componentes y el ensamblaje final se realizaron en Burrage Grove, Plumstead. A finales de 1968, los terrenos de los talleres de Plumstead tuvieron que expropiarse debido a una operación urbanística promovida por el Consejo del Gran Londres, y se cerraron en julio de 1969. Con la ayuda de un subsidio gubernamental, la línea de ensamblaje se trasladó a North Way, Andover; quedando el Departamento de Pruebas ubicado en un hangar de aeronaves junto al aeródromo de Thruxton. La fabricación de bastidores se transfirió a Wolverhampton, donde una segunda línea de producción fabricaba aproximadamente 80 máquinas completas cada semana. Los componentes, los motores, y las cajas de cambios se enviaban desde Wolverhampton a la línea de ensamblaje de Andover en horario nocturno.
El modelo deportivo de serie, con un motor potenciado, freno de disco delantero y un acabado en color amarillo brillante, era conocido como "Yellow Peril" (el Peligro Amarillo). De marzo a junio de 1970, el modelo S actualizado, denominado Roadster, estaba equipado con el motor de 750 cc, escape situado a baja altura, y silenciadores en ángulo ascendente con conos de salida invertidos. En septiembre de 1970 se presentó la clásica Fastback Mk2, que tenía manetas de aleación con soportes modificados y protectores de cadena. Las versiones Street Scrambler y la Hi Rider se lanzaron en mayo de 1971, con la Fastback Long Range, con una mayor capacidad del tanque de gasolina, disponible desde julio de 1971.
El motor "Combat" se introdujo en enero de 1972 y vio la aparición de las versiones Mk4 Fastback, la Roadster actualizada y la 750 Interstate. El "Combat" rendía 65 HP (48,5 kilovatios) a 6500 rpm con una relación de compresión de 10:1, pero el sobrepotenciado bicilíndrico de "750 cc" resultó ser extremadamente poco fiable, con fallos en los cojinetes principales y pistones rotos con cierta frecuencia.

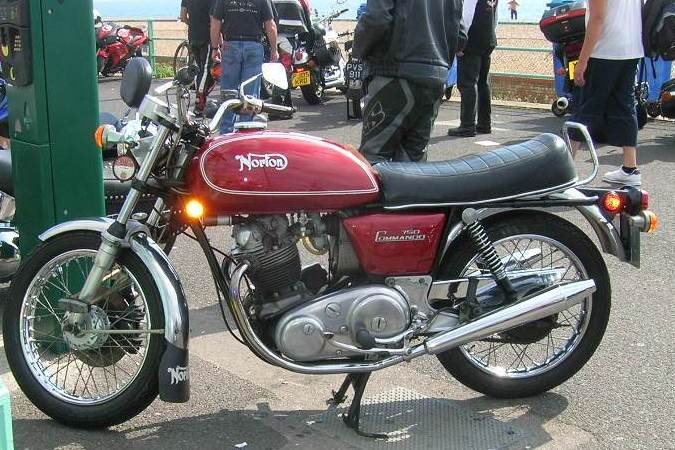
Norton Commando 750 Interstate, con su distintivo depósito de gasolina de gran tamaño

El delicado motor "Combat", combinado con problemas de control de calidad en la fabricación, le dieron a la compañía una mala reputación, muy aireada en la prensa. A mediados de 1972, el grupo BSA Triumph estaba en serios problemas financieros. El gobierno del Reino Unido decidió reflotar la compañía mediante un paquete de rescate financiero, siempre que aceptara fusionarse con Norton-Villiers. El rescate se materialzó con la creación de la nueva empresa Norton-Villiers-Triumph, cuya trayectoria tuvo un comienzo inestable.
El último modelo de la serie 750, la MkV, se produjo desde noviembre de 1972 hasta mediados de 1973, y contó con unos rodamientos del cigüeñal mejorados y el árbol de levas rectificado estándar. La compresión se redujo a 9.4:1.

#### Interpol

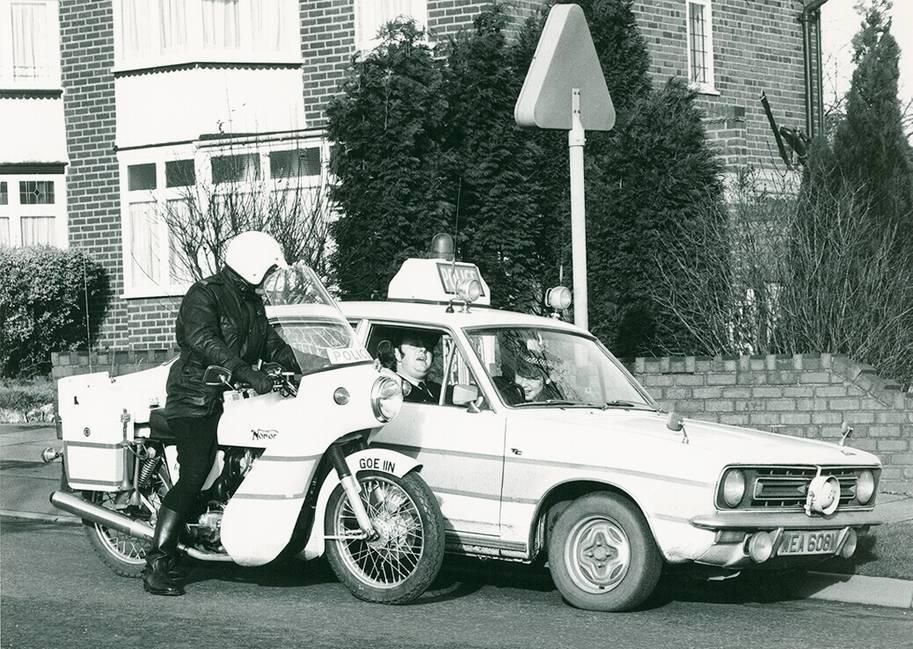
Una Norton Interpol de la policía delante de un coche patrulla Morris Marina

Después de que algunas fuerzas policiales mostraron su interés por la Commando, Neale Shilton fue reclutado desde Triumph para producir un modelo según las especificaciones de la policía. El resultado final fue la máquina denominada Interpol, que se vendió bien a las fuerzas policiales, tanto en el Reino Unido como en el extranjero. La máquina de 750 cc fue equipada con maletas, caja superior, carenado, equipo de comunicación de radio, luces de policía y equipo auxiliar. El nombre Interpol se conservó para la posterior motocicleta de policía con motor rotativo Norton Interpol 2.

### 1973 Mk1 850 cc

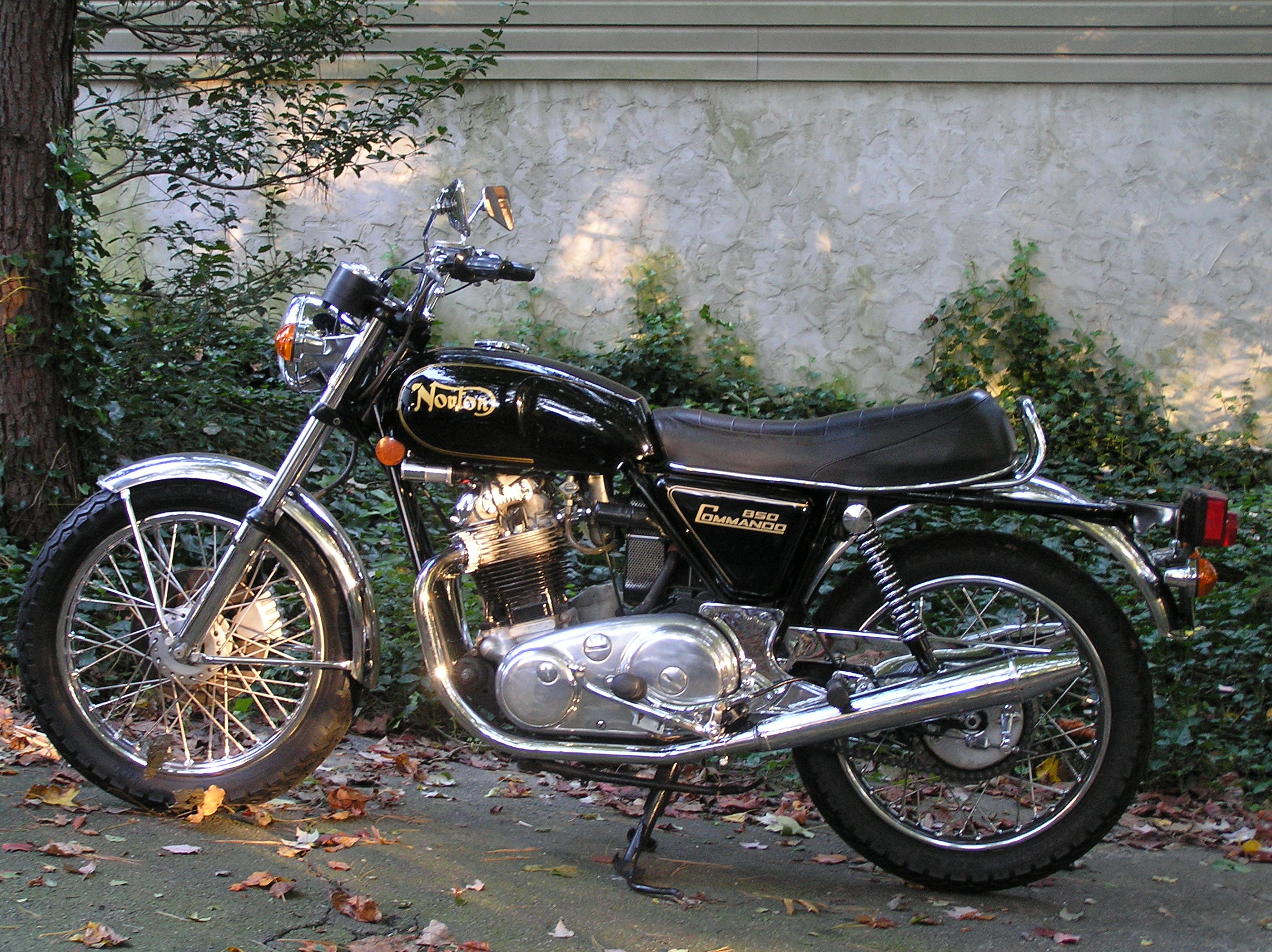
Norton Commando 850 (1973)

En enero de 1973 se lanzó el modelo Mk.5 Fastback y se suspendió la fabricación del Long Range, dándose la primacía a las primeras máquinas de 850 cc lanzadas en abril de 1973. Las versiones Roadster, Hi Rider e Interstate comenzaron a utilizar el nuevo motor de 828 cc, que tenía una potencia similar a la de los modelos de 750 cc, pero estaba menos exigido.
A fines de 1973, se emitieron avisos de despido en Andover, seguidos por una sentada de los operarios de la fábrica. El gobierno conservador retiró el subsidio a principios de 1974, aunque la subvención se recuperó después del triunfo del gobierno laborista en las siguientes elecciones generales. Norton-Villiers-Triumph (NVT) decidió concentrar la producción de las motocicletas Commando en Wolverhampton y Small Heath, lo que causó disturbios en Meriden, y a su vez provocó que se detuviera la producción en Small Heath. A finales de 1974, NVT había perdido más de 3 millones de libras.
Sin embargo, la compañía todavía logró producir nuevos modelos de la Commando, con 1974 viendo el lanzamiento de la JPN Replica ("John Player Norton") totalmente carenada y de la Mk.2a Interstate.

### Mk3 850 cc

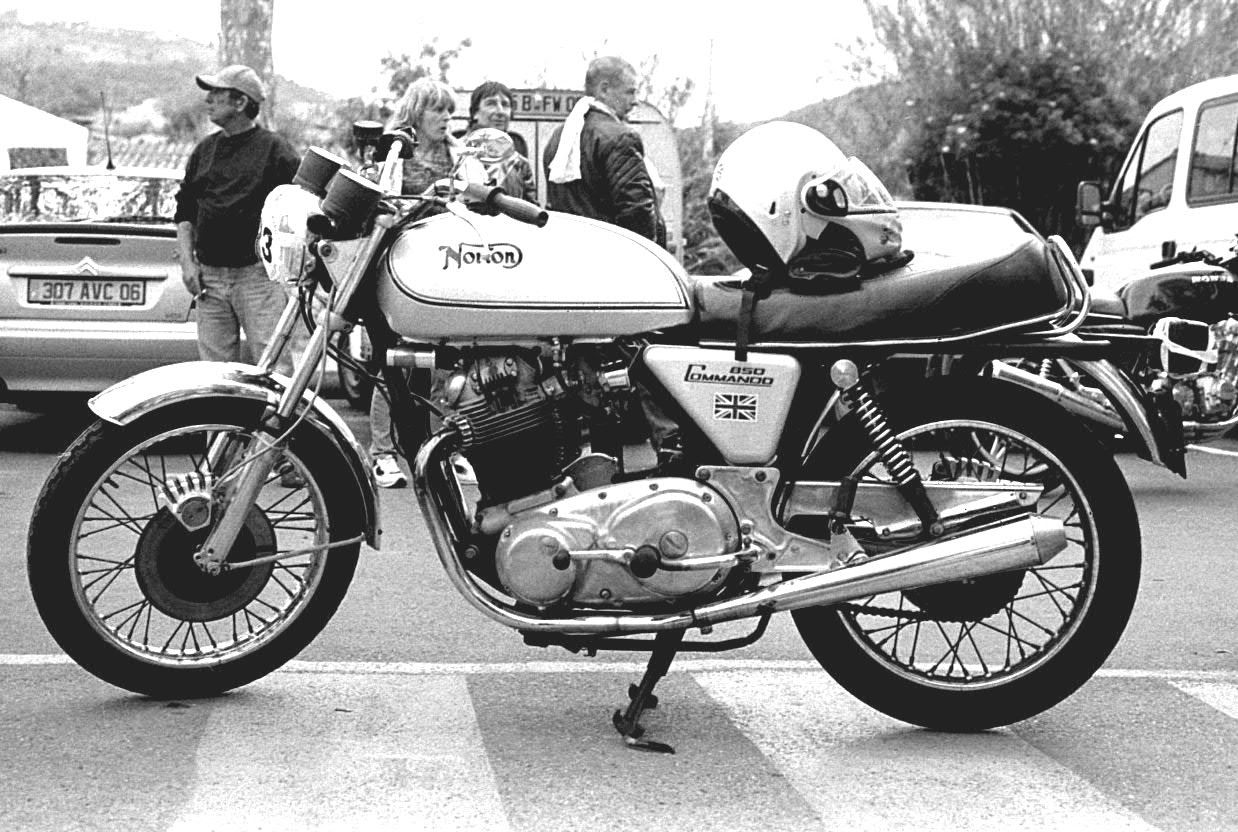
Norton Commando Interstate Mk3

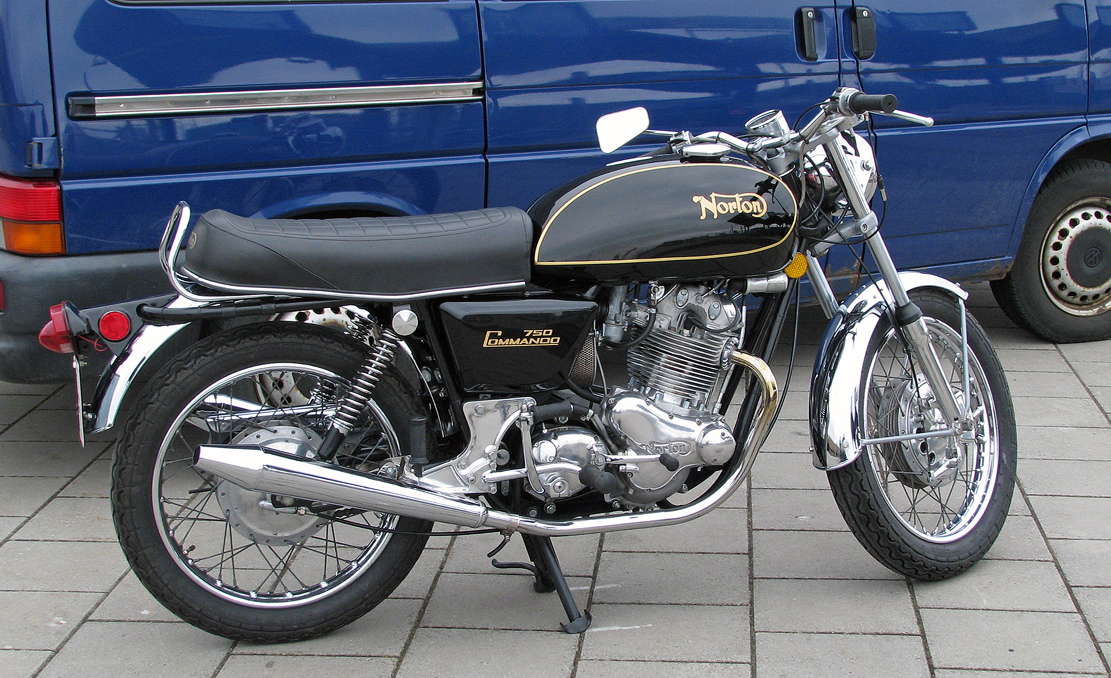
Norton Commando 750cc (1971)

La Commando MK3 de 850 cc se lanzó en 1975 con un equipamiento mejorado: arranque eléctrico, cabezal aislante estable para mejorar la absorción de vibraciones, cambio de marchas en el lado izquierdo y freno en el pie derecho para cumplir con las regulaciones de los vehículos en los Estados Unidos, y un freno de disco trasero.
Un modelo actualizado, la Norton 76, se planificó para 1976, pero nunca llegó a la producción. El modelo contaba con ruedas de aleación, frenos de disco delanteros dobles y un nuevo tanque y asiento. También se produjo un prototipo de la Commando 900, que utilizaba un motor Triumph T180 de tres cilindros (un T160 Trident aumentado a 870 cc). Así mismo, se estaba desarrollando una versión de 8 válvulas del motor bicilíndrico.
La gama de modelos se redujo a solo dos máquinas, la Mk.3 Interstate y la Roadster. Su diseño se mantuvo sin cambios hasta octubre de 1977, cuando se hicieron las últimas máquinas, aunque al final se fabricaron pocas Roadster debido al mayor valor de las ventas en efectivo del modelo Interestate.
En 1975, el ministro de Industria denegó un préstamo por valor de 4 millones de libras y se opuso a renovar los créditos de exportación de la compañía. En consecuencia, la empresa entró en un proceso de administración judicial y se anunciaron despidos para todo el personal en los distintos centros de trabajo. En Wolverhampton se formó un comité de acción para continuar con la producción y desarrollar el motor "Wulf", pero las fábricas se cerraron de todos modos.
Norton-Villiers-Triumph se salvó del cierre cuando la sección de la empresa de Small Heath/Meriden fue subsidiada por decisión del Secretario de Industria Tony Benn, aunque la producción de las Commando no estaba incluida. Irónicamente, la nueva compañía compró las puertas del demolido palacio de Tong Castle y las erigió en la entrada de las instalaciones de Marston Road.

## Competición
Desde sus inicios en 1967, la Norton Commando participó en distintas carreras. Después de los éxitos protagonizados en 1969 por las máquinas inscritas por concesionarios, con el segundo puesto de Paul Smart y la cuarta posición de Mick Andrew en la clase de motos de serie del Tourist Trophy de la Isla de Man y con la victoria en la carrera Hutchinson 100 para motos de serie lograda por Mick Andrew pilotando la Commando patrocinada por Gus Kuhn y la cuarta plaza de la máquina de Peter Williams inscrita por Arter Bros, la compañía decidió producir un modelo de carreras, desarrollando los modelos S y Yellow Peril (Peligro Amarillo).
A principios de la década de 1970, con el patrocinio de la marca de cigarrillos John Player Special, Norton comenzó a participar en las carreras con un equipo oficial de la fábrica. Las nuevas motos de carreras se basaron en la Commando, y en 1973 el piloto Peter Williams ganó la Fórmula 750 del TT de la Isla de Man en una moto "JPS Norton" especial, concebida a partir de un semi-monocasco integrado con un carenado tipo Peel que incorporaba una cúpula en el manillar que contribuía a reducir el coeficiente de arrastre a 0.39.
Poco después se produjo la fusión de Norton-Villiers con BSA-Triumph (para formar Norton-Villiers-Triumph). Este hecho llevó a la empresa a abandonar las carreras; y no volvería a verse un equipo oficial de la fábrica en las carreras hasta la reaparición de las Norton con motor Wankel en los años 1980.
|  |  |  |

## Reaparición
A la luz de su etiqueta como "la última de las bicilíndricas británicas clásicas", y debido al hecho de que muchas de las marcas fueron objeto de disputas legales y las patentes expiraron, comenzaron a surgir una serie de nuevas compañías Norton. Estaba en juego la producción de piezas de repuesto por diversos fabricantes y la batalla legal sobre el nombre de Norton entre Alemania (dado que Norton se había basado para su propio diseño en el motor Rotax 650 cc que impulsa las motocicletas BMW más pequeñas), Canadá y América del Norte. La denominación Commando se usó para distintas máquinas, incluyendo bicilíndricas paralelas con esta designación en fechas posteriores.
Sin embargo, la propuesta más interesante para los fanáticos de las Commando genuinas fue la comercialización de motocicletas originales remanufacturadas, manufacturadas principalmente por Norvil en el Reino Unido y por dos compañías en los Estados Unidos, Colorado Norton Works y por Kenny Dreer's Vintage Rebuilds, con base en Portland. A partir de 1995, Vintage Rebuilds comenzó a restaurar motocicletas clásicas británicas e italianas, con Dreer ofreciendo una "nueva" Commando basada en la Norton VR880 Sprint Special de 1999, con piezas nuevas piezas mecanizadas, pero utilizando un motor bicilíndrico de 880 cc con algunos desarrollos modernos. Kenny Dreer pasó de restaurar y actualizar las Norton Commando originales a producir máquinas completas. Modernizó el diseño y, a principios de la década de 2000, inició la producción en serie de la Commando 961 SS, que combinaba el estilo tradicional cafe Racer de Norton con una nueva tecnología que incluía polímero reforzado con fibra de carbono para reducir peso y un marco tubular de acero al cromo-molibdeno. Dreer se vio obligado a suspender la producción en abril de 2006 debido a problemas financieros.
The Norvil Motorcycle Company se fundó para construir réplicas de algunos modelos clásicos de Norton.
La compañía adquirió algunas marcas comerciales de Norton, incluido el nombre compuesto de Norvil (derivado de Norton-Villiers).

## Nueva Commando 961
El empresario británico Stuart Garner, propietario de Norton Racing Ltd, adquirió los derechos de la marca Norton Commando. Su compañía, Norton Motorcycles (UK) Ltd, estableció una nueva fábrica en Donington Park, Leicestershire en 2008 para fabricar un nuevo modelo de Commando, diseñado por Simon Skinner. La nueva gama Commando incluye tres modelos: una edición limitada de 200 Commando 961 SE, una Cafe Racer y un modelo Sport. En marzo de 2010, Norton lanzó la primera nueva Norton Commando en más de 30 años; y, a mediados de abril de 2010, la compañía fabricaba entre 5 y 10 máquinas nuevas por semana. El motor de 961 cc e inyección directa, está refrigerado por aire. Es un propulsor bicilindrico paralelo desfasado 270°, que produce 79 CV (59 kW). Tiene una relación diámetro/carrera corta, con un valor de 88x79 mm. En la parte delantera utiliza horquillas invertidas (USD) y frenos de doble disco. El motor (al igual que el BSA A7) es del tipo "semi-integrado", ya que la caja de cambios de 5 velocidades es una pieza separada, pero está atornillada directamente a la caja de la cadena primaria. Algunas partes recuerdan especialmente a la Norton Commando original, como el motor y el tanque de gasolina. La nueva Norton ha recibido críticas de prensa favorables. En una entrevista de marzo de 2012, Garner reveló que Norton estaba recibiendo apoyo del servicio de Garantía de Crédito de Exportación del Gobierno del Reino Unido, que debería aliviar los problemas de tesorería y permitir un aumento significativo en la producción de la fábrica. Añadió que la propia Norton produce un número creciente de componentes, lo que reduce la dependencia de proveedores externos.